# Stainach
Stainach ist eine ehemalige Marktgemeinde mit 1943 Einwohnern (Stand: 31. Oktober 2013) in der Steiermark im Gerichtsbezirk Liezen, Bezirk Liezen. Seit 1. Jänner 2015 ist sie im Rahmen der steiermärkischen Gemeindestrukturreform mit der ehemaligen Gemeinde Pürgg-Trautenfels unter dem Namen „Stainach-Pürgg“ zusammengeschlossen.
Der Ort ist ein Bahnknotenpunkt (Bahnhof Stainach-Irdning), hier trifft die Salzkammergutbahn auf die Ennstalbahn.

## Geografie
Stainach liegt im Ennstal im österreichischen Bundesland Steiermark.

### Gemeindegliederung
Das ehemalige Gemeindegebiet umfasste folgende zwei Ortschaften (in Klammern Einwohnerzahl Stand 1. Jänner 2025):
- Niederhofen (70)
- Stainach (1808)

Die Gemeinde bestand aus der Katastralgemeinde Stainach.

## Geschichte
Um 1195 wird ein Hiltigrims von Gruscharn erstmals urkundlich erwähnt. Das Dorf „Gruscharn“ wurde ab 1659 Stainach genannt. Das Geschlecht der Stainacher wurde im 18. Jahrhundert in den Grafenstand erhoben. Die Aufhebung der Grundherrschaften erfolgte 1848. Die Ortsgemeinde als autonome Körperschaft entstand 1850.
Der Bau der Ennstalbahn 1875 und der Ausseerbahn 1877 erschlossen die ehemalige Gemeinde. Nach der Annexion Österreichs 1938 kam die ehemalige Gemeinde zum Reichsgau Steiermark, 1945 bis 1955 war sie Teil der britischen Besatzungszone in Österreich. Seit 1958 ist der Ort auch Sitz einer eigenen Pfarre.
Stainach wird – jedoch nicht mit völliger Sicherheit – als Geburtsort des salischen Papstes Gregor V. (972–999) überliefert; dort sollen seine Eltern einen Herrschaftssitz besessen haben.

## Politik
Gernot Schweiger (SPÖ) war Bürgermeister bis zur Gemeindereform 2015. Der Gemeinderat setzte sich nach den Wahlen von 2010 wie folgt zusammen: 6 ÖVP, 8 SPÖ, 1 FPÖ.

### Wappen der ehemaligen Gemeinde
Die Verleihung des Gemeindewappens erfolgte mit Wirkung vom 1. April 1985.
Das Gemeindewappen zeigt „Im roten Schild eine Stufenpyramide von drei behauenen silbernen Steinen“.

## Kultur und Sehenswürdigkeiten

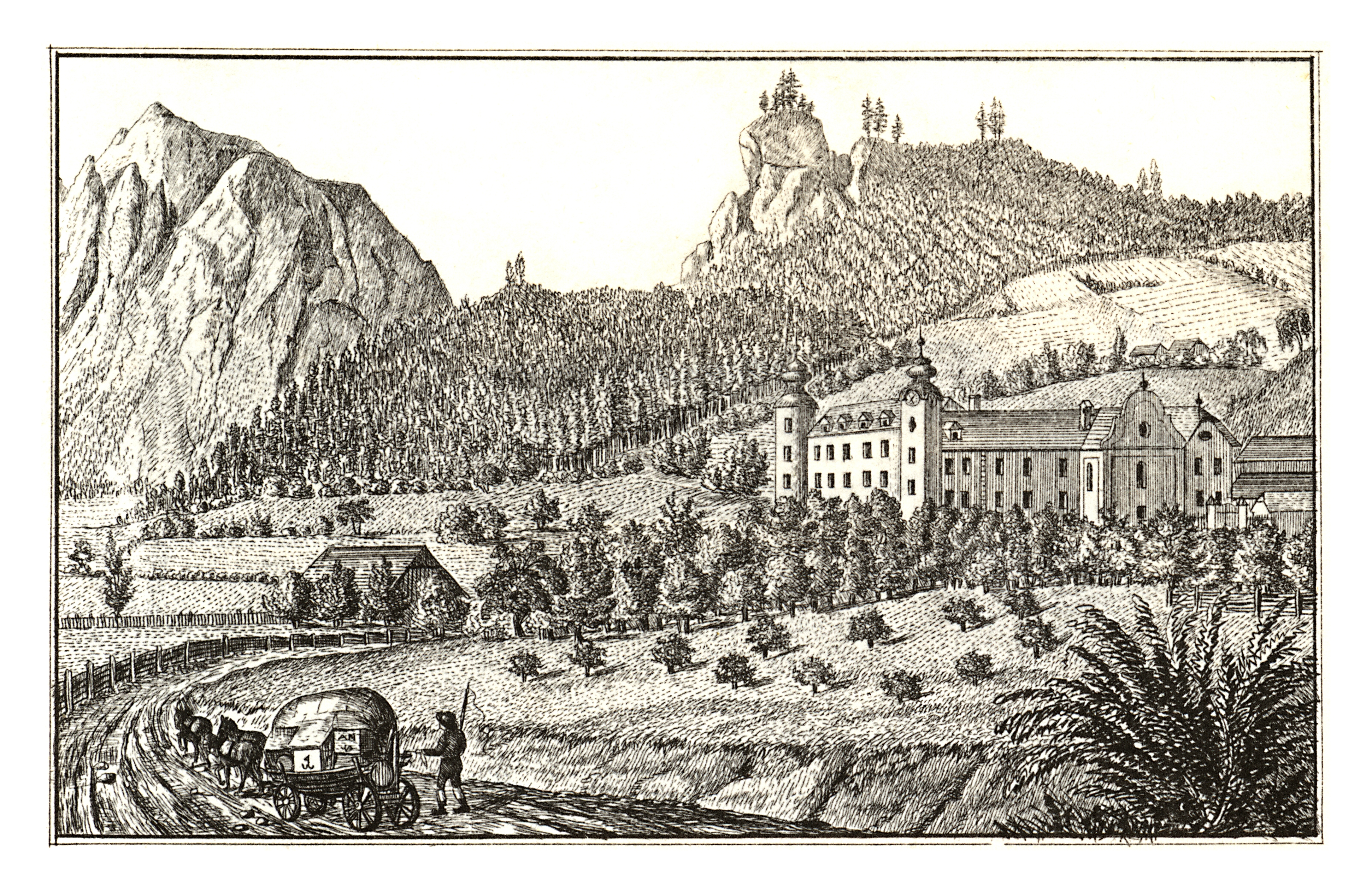
Schloss Oberstainach, lith. um 1830

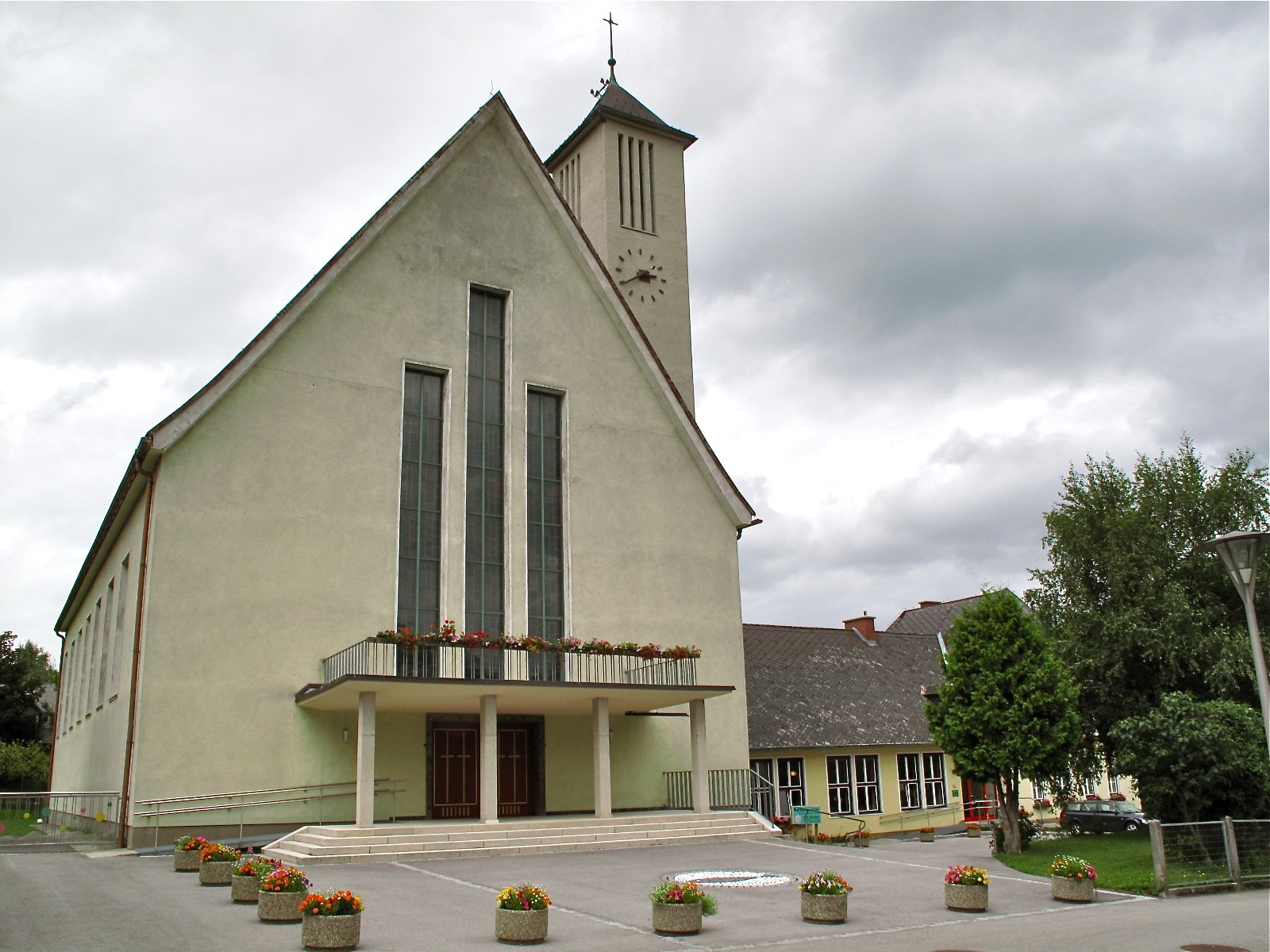
Kath. Pfarrkirche Hl. Antonius von Padua

Siehe: Liste der denkmalgeschützten Objekte in Stainach-Pürgg

### Bauwerke
- St. Rupert Kirche in Niederhofen (teilweise 11. Jahrhundert; dokumentierte Kirchweihe 1240; nun gotischer Stil[7])
- Kath. Pfarrkirche Hl. Antonius von Padua, (1957/58)
- Evangelische Dreieinigkeitskirche, (1954 bis 1956)
- Schloss Oberstainach (geringe Reste)
- Schloss Mitterstainach (nach 1563 errichtet, jetzt Bauernhof)
- Schloss Unterstainach (seit ca. 1800 Landhaus)
- Schloss Friedstein (1595–1613)
- Schloss Sonnhof (auf den Resten des Mittelalterlichen Spechtenhofs Ende des 19. Jahrhunderts errichtet)

### Kunst
- CCW-Cultur-Centrum-Wolkenstein[8]
- Holzskulptur (2000, Nigel Ross)[9]
- Holzskulpturen (2012, K. Krasauskas)[10]

### Regelmäßige Veranstaltungen
- 5. Jänner: Glöcklerlauf

## Wirtschaft und Infrastruktur
Der Ort ist Sitz der Agrarbezirksbehörde.
Unternehmen:
- Landena KG, Lebensmittelindustrie
- Ennstal Milch KG, Molkerei (Maresi etc.)

### Bildung
- Bundesgymnasium und Bundesrealgymnasium Stainach

## Persönlichkeiten

### Söhne und Töchter von Stainach
- Gregor V. (972–999), erster Papst aus dem heutigen Österreich
- Leonhard von Stainach (um 1450–1501), Abt des Stifts Admont
- Grete Dierkes (1882–1957), Schauspielerin und Sängerin
- Robert Gattinger (1902–1980), Maler und Grafiker
- Karl von Winckler (1912–1988), Unternehmer und Geschäftsmann
- August Plocek (1928–2013), Maler und Grafiker[11]